# Aloe vera
Aloe vera este o specie de plante suculente care este probabil originară din nordul Africii.
Specia nu prezintă populații naturale, deși alte aloe sunt prezente în Africa de nord." Specia este adesea folosită în fitoterapie de la începutul secolului I e.n., fiind menționată în Noul Testament (Ioan 19:39 Și a venit și Nicodim, cel care venise la El mai înainte noaptea, aducând ca la o sută de litre de amestec de smirnă și aloe.... ). Totuși, nu este clar dacă termenul aloe descris în Biblie se referă la A. vera. Extractele de A. vera sunt folosite pe scară largă în cosmetică și medicina alternativă, susținându-se că au proprietăți de reîntinerire, vindecare sau analgezice. Nu există, însă, dovezi științifice clare ale eficienței sau ale siguranței folosirii de extract de A. vera în scopuri cosmetice sau medicale, iar dovezile care apar sunt adesea contrazise de alte studii. Există doar câteva dovezi preliminare că extractele de A. vera ar putea fi utile în tratamentul diabetului și în cazul nivelului ridicat de lipide în organismul uman. Aceste efecte pozitive par a se datora prezenței unor compuși cum ar fi manan, antrachinonă și lectine.
În compoziția chimică a frunzei de Aloe vera se găsesc 18 aminoacizi din cei 22 necesari organismului (7 din cei 8 esențiali: valină, leucină, izoleucină, fenilalanină, metionină, lizină și treonină), prin care asigură dezvoltarea și refacerea masei musculare.
De asemenea conține vitamine (A, B1, B2, B6, B12, C și E) și minerale (fier, calciu, magneziu, cupru, crom, iod, seleniu, mangan, zinc) fiind esențială unei alimentații sănătoase, dezvoltarea optimă a organismului și protejarea sănătății.
Alte substanțe prezente în frunza de Aloe Vera sunt sterolii (colesterină, sitosterol, campesterol, lupeol), hormonii (auxine și gibereline ), lignină și saponine, prin care se adaugă proprietăților plantei efectul antibiotic, analgezic, antiviral și antiinflamator.
Prezența acestor substanțe, împreună în compoziția chimică a plantei, asigură acesteia un efect de ameliorare sau chiar vindecare unor boli cum ar fi diabet, artrită, hepatită, cancer, HIV, boli cardiovasculare, leucemie, psoriazis, dermatită, fiind numită în diferite studii “planta miracol”.

## Habitat și distribuție
În mod normal are habitat in soluri nisipoase și roci de litoral, de la nivelul mării până la altitudinea de 200 m.
Probabil provenind din Arabia și naturalizat în regiuni subtropicale și temperate ale ambelor emisfere, inclusiv mediteranean. 

## Utilizări
Aloe este cultivată ca o plantă decorativă, în scopuri medicinale, în produse cosmetice și chiar pentru hrană în unele țări.
În unele locuri în mod obișnuit se numește adesea "Aloe vera" sau "Aloe maculata". Deși acestea din urmă pot avea proprietăți medicinale similare, identificarea corectă a speciilor este importantă la nivel farmaceutic.
În prezent, există mai mult de 250 de varietăți recunoscute de Aloe, din care numai trei sau patru au proprietăți semnificative de vindecare sau in scopul de a crea medicamente. 
Cel mai puternic dintre aceste varietati si bogat în vitamine, minerale, aminoacizi și enzime, este "Aloe arborescens".
Una dintre cele mai vechi utilizari farmaceutice înregistrate poate fi găsită într-o tabletă din argilă sumeriană din secolul 21 î.en. Există rapoarte de desene ale plantelor pe zidurile templelor egiptene de la al IV-lea mileniu î.Hr.. C. | IV mileniu a. C]] 

În cosmetică este folosit din ce în ce mai mult. Producătorii cei mai responsabili extrag și purifică extractele evitând componentele cele mai iritante; (Dermatită, eczemă) sau reacții alergice (urticarie). 
Gelul de aloe este de obicei folosit pentru a face medicamente topice pentru afecțiuni ale pielii, cum ar fi arsuri, răni, degerături, erupții cutanate, psoriazis, herpes labial sau piele uscată. Latexul de aloe poate fi obținut într-o formă uscată numită rășină sau ca „suc uscat de aloe”.

## Cultivare

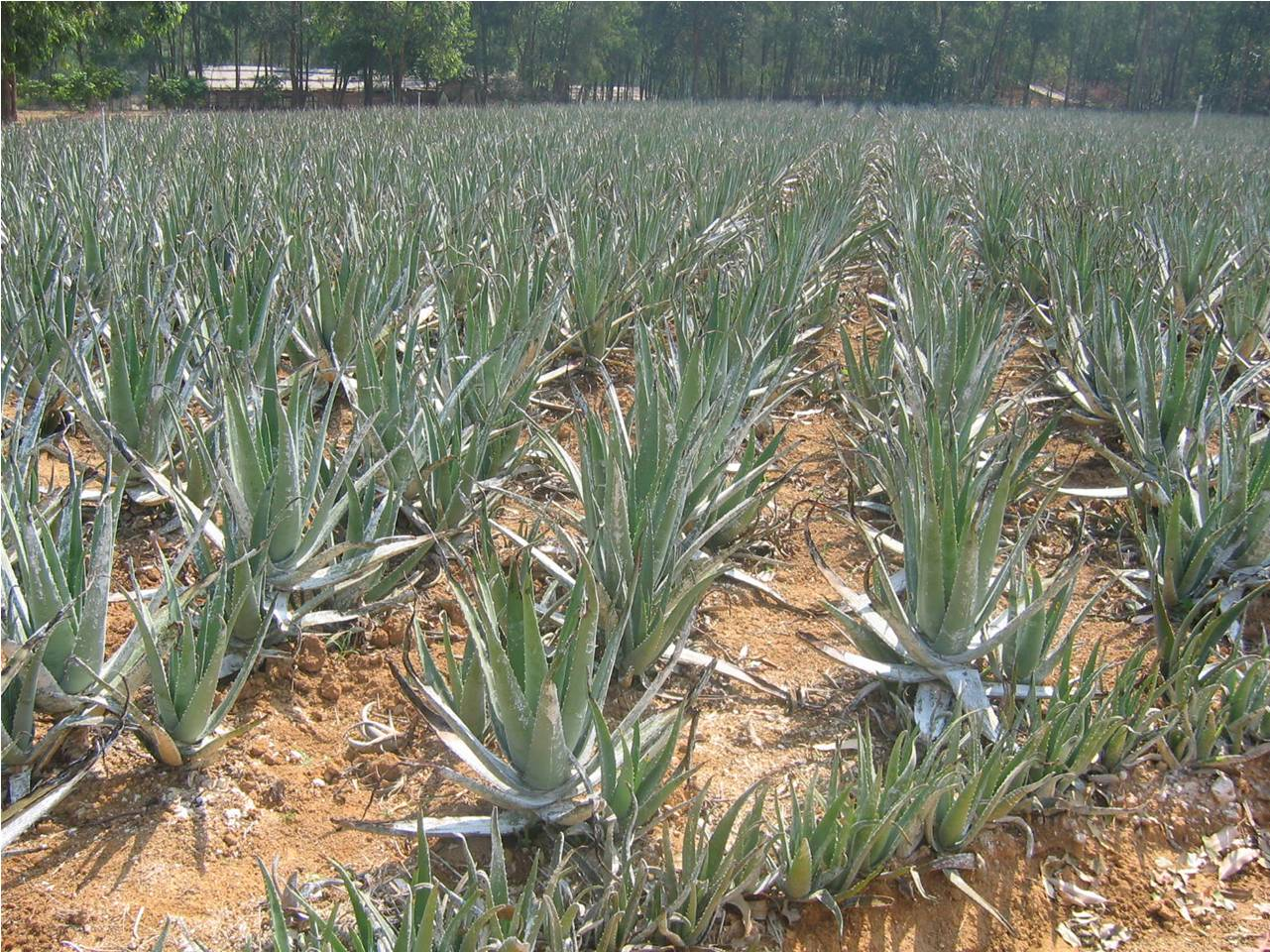
Cultivarea industrială de Aloe vera

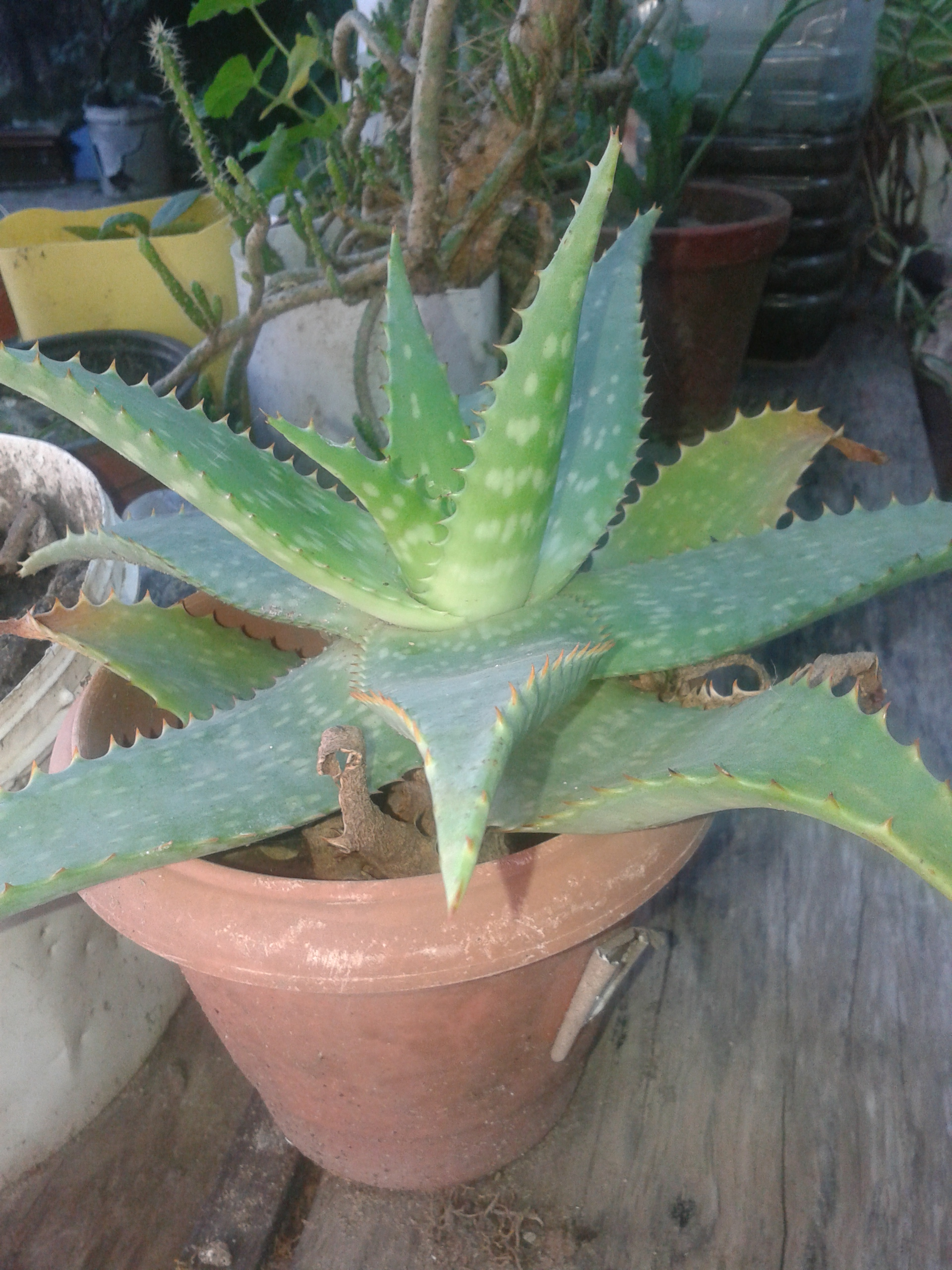
Aloe Vera in ghiveci

Deoarece "Aloe vera" provine din zonele calde și deșertice, cultivarea acesteia necesită o temperatură superioara de 10 ℃, la temperaturi scazute poate suferi daune, deoarece aceasta planta nu tolereaza frigul; De asemenea, nu tolerează umiditatea excesivă, deci necesită condiții climatice uscate. Poate fi plasat în plin soare sau "semi-umbra".
Vasele de teracotă(ghiveci) sunt preferabile față de orice alt material, deoarece sunt poroase, evitând astfel o umiditate excesivă. Un substrat, de asemenea poros, cum este si cel folosit pentru cactus. Este recomandabil să se lase să se usuce complet înainte de a uda din nou planta. Atunci când plantele sunt umplute cu lăstari mici care apar în jurul "plantei mamă", acestea trebuie împărțite pentru a permite o creștere mai mare a plantei principale și pentru a preveni Infestări cu insecte, cum ar fi acarieni, Dactylopius coccus si alte specii de afide. În timpul iernii, această specie poate intra în stare de hibernare, astfel ar trebui suspendata usadarea, mai ales dacă este în afara. În zone foarte reci, cel mai bine este să-l păstrați în interior sau în sere încălzite.
Această specie este cultivată la scară largă în Australia, Bangladesh, Cuba, Republica Dominicană, China, Mexic, Jamaica, Kenya, Tanzania și Africa de Sud, împreună cu Statele Unite, pentru furnizarea industriei cosmetice.

## Proprietăți

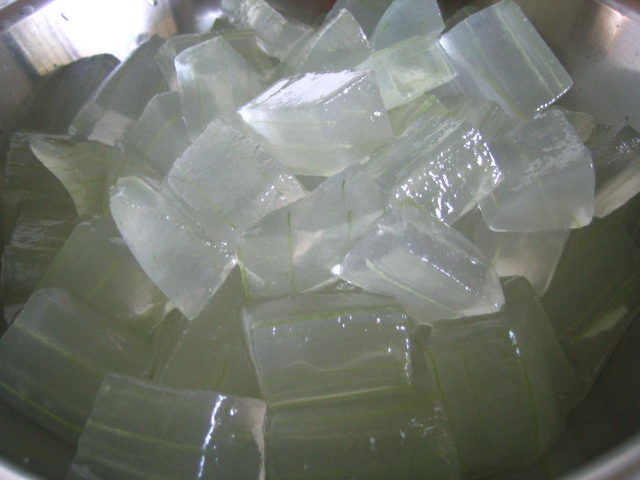
Bucati de gel de Aloe vera

Această specie a fost cultivată din cele mai vechi timpuri pentru utilizarea sa medicinală.
Farmacologie
Principiul activ constă în sucul gelatinos din frunze. Mirosul este caracteristic și puternic, în timp ce gustul este amar și neplăcut. Din frunze practic se obțin doi compuși:
- Gel, care este porțiunea mucilagină a țesutului sau mezofilului situat în centrul frunzelor. Plantele cele mai expuse la soare fac mai puțin pulpă și mai mult latex. Din pulpă se extrage un gel luminos și amar, obținut prin extrudarea părții interioare a frunzelor. Trebuie sa se elimine în prealabil tot conținutul antrachinonă ce se gaseste în epiderma frunzelor.

Dacă acest proces nu este realizat, latexul se va oxida și va lua cu ușurință o nuanță brună. Fragilitatea anumitor constituenți ai gelului face necesară stabilizarea materialului recent obținut și păstrarea acestuia din cauza contaminării bacteriene. Aloe vera are, de asemenea, proprietăți contra psoriazis.
- Suc de aloe sau latex, este sucul obtinut prin taierea frunzelor, este solid cristalin de culoare maro și foarte amar, numit acibar (Din greacă: "Suc de aloe"). Este localizat în celulele periciclice situate în apropierea legăturilor conductive sub epidermă, între parenchimul clorofit și mucilaginos.

În general, se obține prin lăsare un timp a lichidului care iese din frunzele tăiate transversal și se depoziteaza într-un recipient amestecat cu pulpa.
Pentru a preveni pierderea latexului, frunzele trebuie tăiate de la bază, în apropierea tulpinei. Trebuie remarcat faptul că frunza tăiată nu crește înapoi. Pentru a o folosi cu coaja este tăiată din centru sau în cazul în care doriți să extrageți doar latexul, scoateți în prealabil coaja. Odata luate, frunzele sunt spalate si filetate. Coaja și stratul galben (alantoină) sunt separate.
Componente chimice

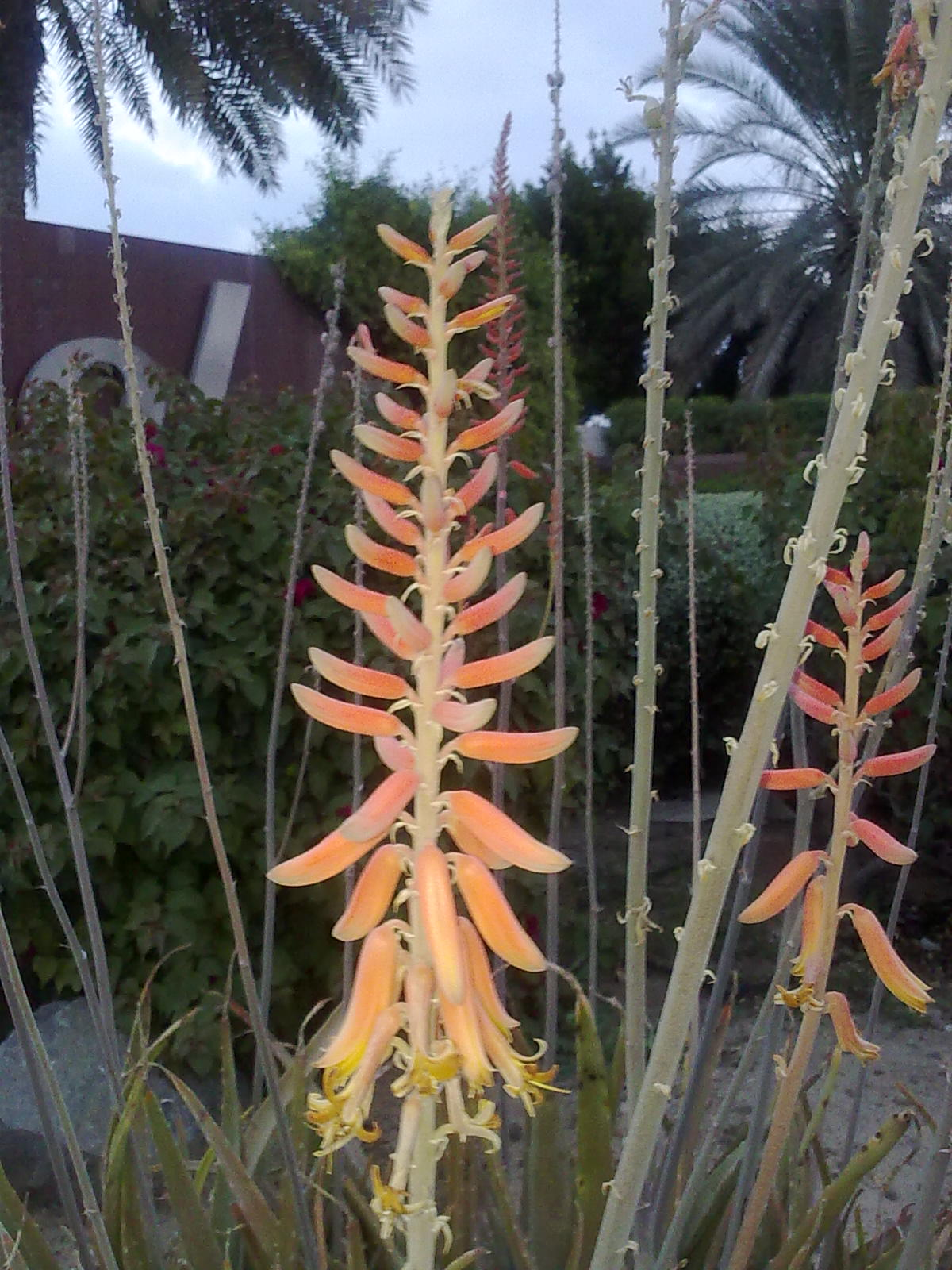
Inflorirea

- Aloemodin: Reglează funcționarea mucoasei intestinale.
- Aloeolein: Îmbunătățește ulcerul duodenal și al stomacului. Scade aciditatea.
- Aloetina: Neutralizează efectul toxinelor microbiene.
- Aloin: Îmbunătățește constipația.
- Aminoacizi s: Implicat în formarea de proteine.
- Carricina: Întărește sistemul imunitar și ajută la apărare.
- Creatinină: Este esențial în reacțiile de stocare și transmitere a energiei.
- [Emoline]], Emodine, Barbaloin: Acid generic [salicilic] cu efect analgezic și antifibril.
- Manoză-6-fosfat: Agent de creștere al țesuturilor cu efect de vindecare.
- Minerale: calciu, magneziu, fosfor, potasiu, zinc, cupru.
- Mucilagii: Activitate emolientă pe piele.
- Saponin s: Antiseptic.
- Fitosterol este: Acțiune anti-inflamatorie.
- Mucopolizaharidă: Responsabil pentru hidratarea celulelor.
- Hormonul s: Stimulează creșterea și vindecarea celulară.
- Enzime s: Ei intervin în stimularea apărării organismului.

## Taxonomie
"Aloe vera" a fost descris de către Carlos Linneo în 1753. si de Nicolaas Laurens Burman si publicata in Flora Indica . . . nec non Prodromus Florae Capensis, 83, in 1768.
Etimologia
  Aloe  : este un nume generic de origine foarte nesigură. Ar putea fi derivat din  greacă άλς, άλός (als, alós), "sare" - dand άλόη, ης, ή (aloé, oés) ceea ce a desemnat atât planta, cât și sucul - datorită gustului său, care amintește de apa de mare. De acolo, el a trecut în cuvântul latin ălŏē, ēs cu același înțeles și care, în mod figurat, a însemnat și "amar". De asemenea, a fost propusă o origine arabă, alloeh, care înseamnă "substanță amară lucioasa".
vera:  epitet latin cu sensul de "adevărat".
 Sinonime
- Aloe barbadensis Mill.,1768.

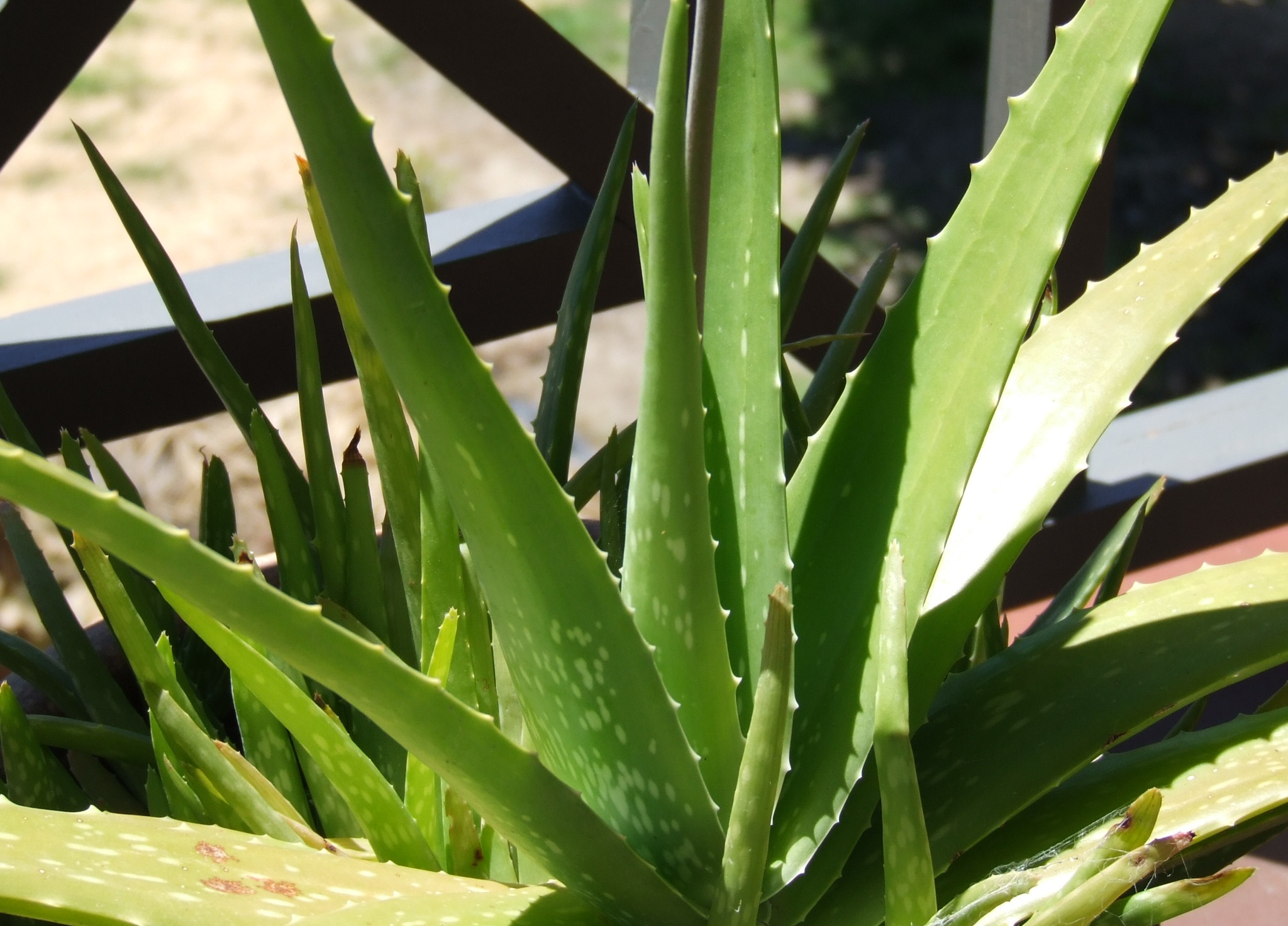
Există o varietate pestriță, descrisă inițial ca Aloe barbadensis var. chinensis, dar este un simplu sinonim al speciilor de acest tip.

- Aloe barbadensis var. chinensis Haw., 1819
- Aloe chinensis Steud. ex Baker, 1877
- Aloe elongata Murray, 1789
- Aloe flava Pers., 1805
- Aloe indica Royle, 1839
- Aloe lanzae Tod., 1890.
- Aloe littoralis J.König ex Baker, 1880 nom. inval
- Aloe maculata Forssk.,1775 nom. illeg.
- Aloe perfoliata var. barbadensis (Mill.) Aiton, 1789
- Aloe perfoliata var. vera L., 1753.
- Aloe rubescens DC., 1799
- Aloe variegata Forssk,.1775 nom. illeg.
- Aloe vera var. chinensis (Steud. ex Baker) Baker, 1880
- Aloe vera var. lanzae Baker, 1880
- Aloe vera var. littoralis J.König ex Baker, 1880
- Aloe vulgaris Lam., 1783[29]

## Alte specii de aloe comestibile
- Aloe maculata (A. saponaria): Este cultivat pentru uz cosmetic, ca plantă decorativă și rareori pentru uz medical.
- Aloe arborescens (A. candelabro):Este cultivat pentru uz medical și ca plantă decorativă.
- Aloe ferox (A. feroz):Se consumă ca un laxativ natural.